# Psilactis odysseus
Psilactis odysseus là một loài thực vật có hoa trong họ Cúc. Loài này được (G.L.Nesom) D.R.Morgan miêu tả khoa học đầu tiên năm 1993.